# Rekviem egy macskáért
A Rekviem egy macskáért (eredeti címe: Murder of a Cat) 2014-es független thriller-filmvígjáték Gillian Greene rendezésében. A főszerepben Fran Kranz, Nikki Reed, J.K. Simmons és Blythe Danner látható. A film a 2014-es Tribeca Filmfesztiválon mutatkozott be.

## Cselekmény
Amikor valaki megöli Clinton (Kranz) szeretett macskáját, elhatározza, hogy megkeresi a tettest. Összefog Gretával (Reed), és a páros megkezdi a kutatást. Azonban rájönnek, hogy sokkal több áll a háttérben, mint amire számítottak.

## Szereplők
- Fran Kranz: Clinton
- Nikki Reed:[4] Greta
- Greg Kinnear: Al Ford
- J.K. Simmons: Sheriff Hoyle
- Blythe Danner: Edie
- Ted Raimi: fiatal seriff
- Dileep Rao: Mundhra doktor

## Háttér
A főszerepre eredetileg Jay Baruchelt választották.  A filmet 2013-ban forgatták Los Angelesben.

## Fogadtatás
A Metacritic honlapján 31 pontot szerzett a százból, 8 kritika alapján. A Rotten Tomatoes oldalán 30%-os értékelést ért el.